# ケネマ

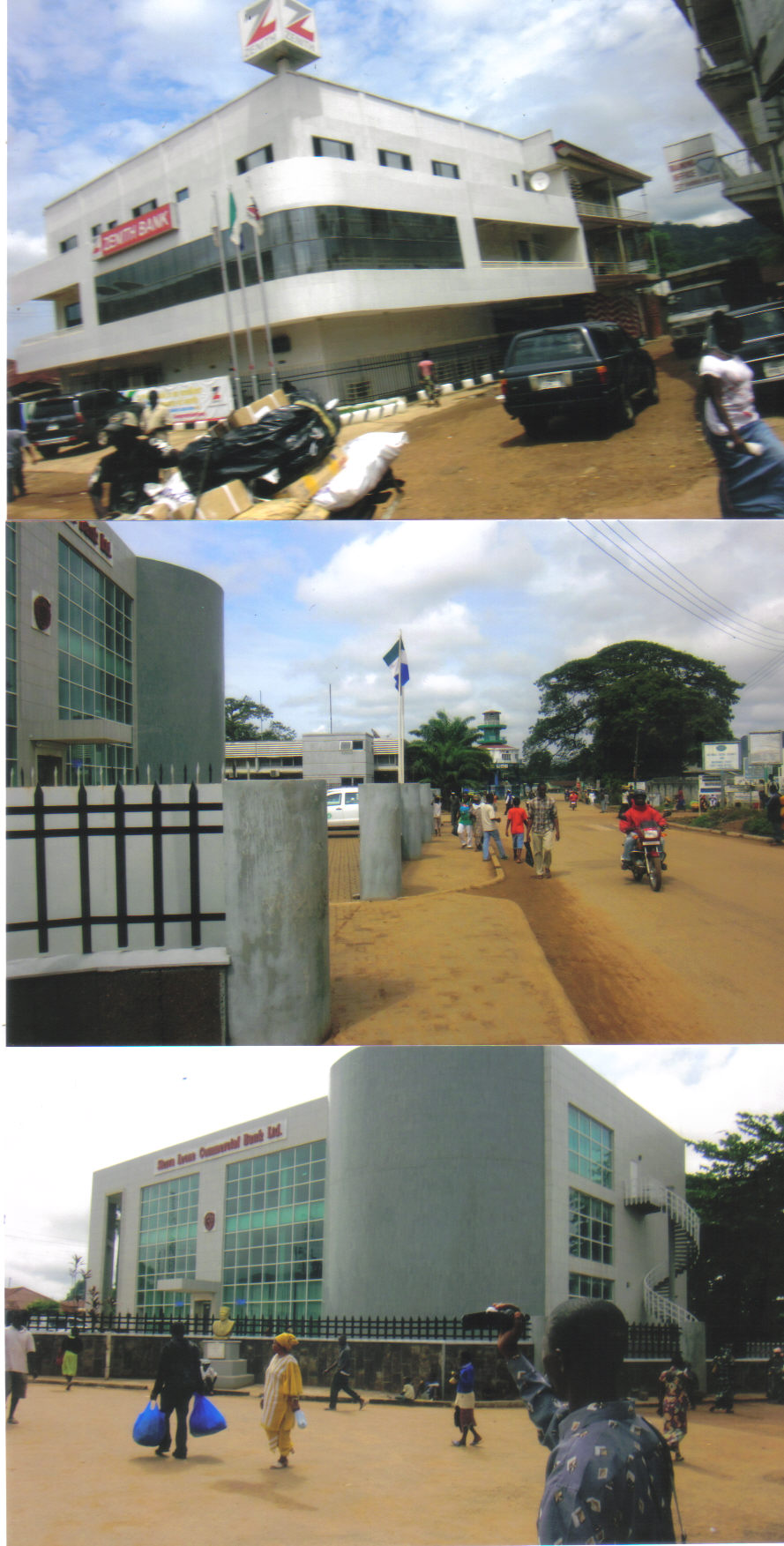
ケネマ中心街

ケネマ(Kenema)は、シエラレオネの都市。東部州 (シエラレオネ)の州都でケネマ地区の主都でもあり、首都フリータウンとボー (シエラレオネ)に次ぐシエラレオネ第3の都市である。人口255,110人（2021年国勢調査）。ケネマはダイヤモンド交易の中心都市であり、コイドゥと並んでシエラレオネ東部の経済的中心地である。首都フリータウンからは東南東に298km離れている。ケネマは民族的には雑多な町であり、シエラレオネの主要民族すべてが居住しているため、共通語としてクリオ語が広く用いられる。レバノン系シエラレオネ人やリベリア人も多く居住する。
ケネマの町は現在では廃止された鉄道の元で、木材の積み出しや建設業、1931年に発見されたダイヤモンド鉱山の町として発展してきた。
ケネマで最も人気のあるスポーツはサッカーであり、カンボイ・イーグルスとジェム・スターズの2チームがある。